# Гризельда

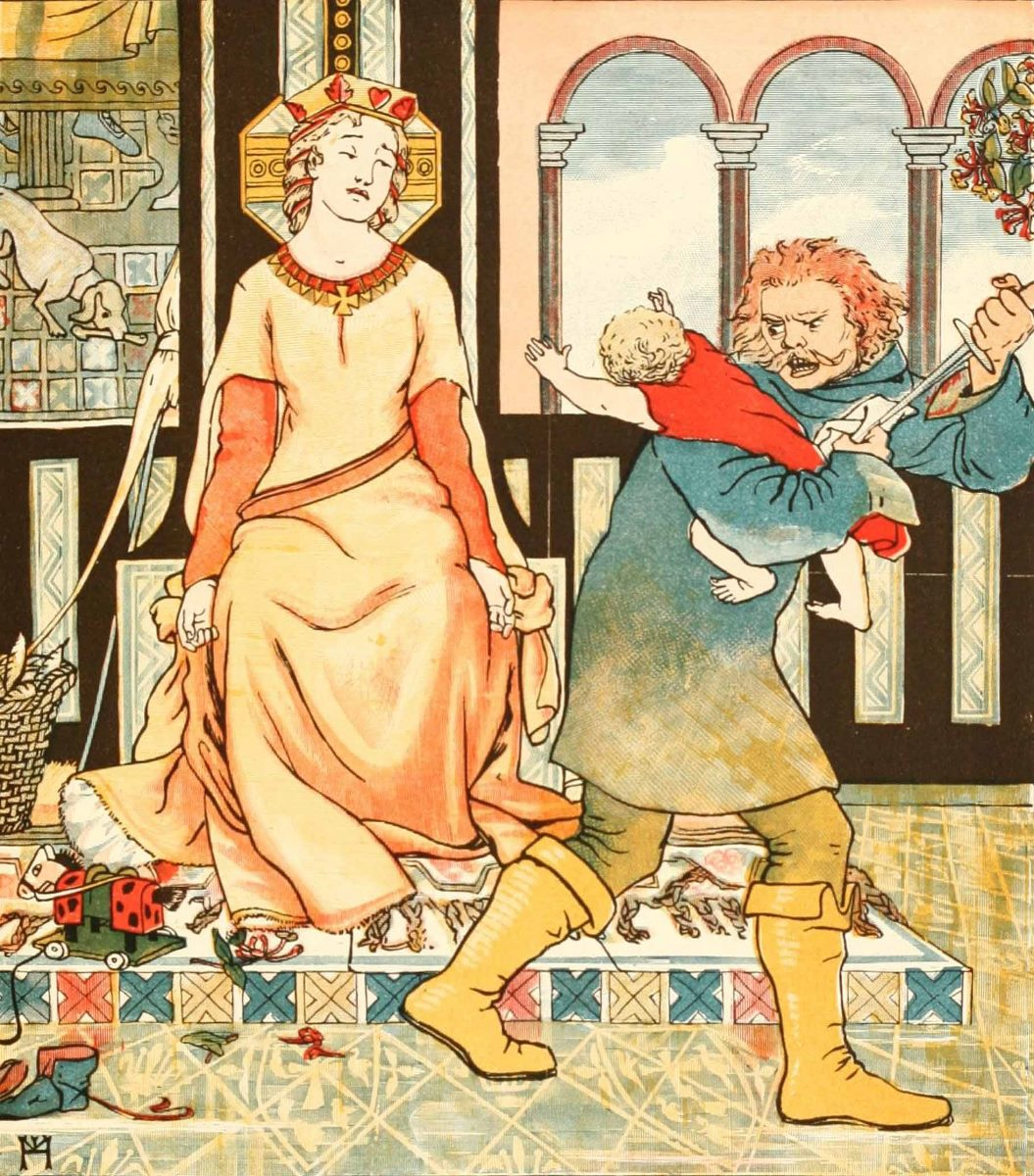
У Гризельды отнимают ребёнка. Иллюстрация Элизы Хавейс (1882) к книге Чосер для детей

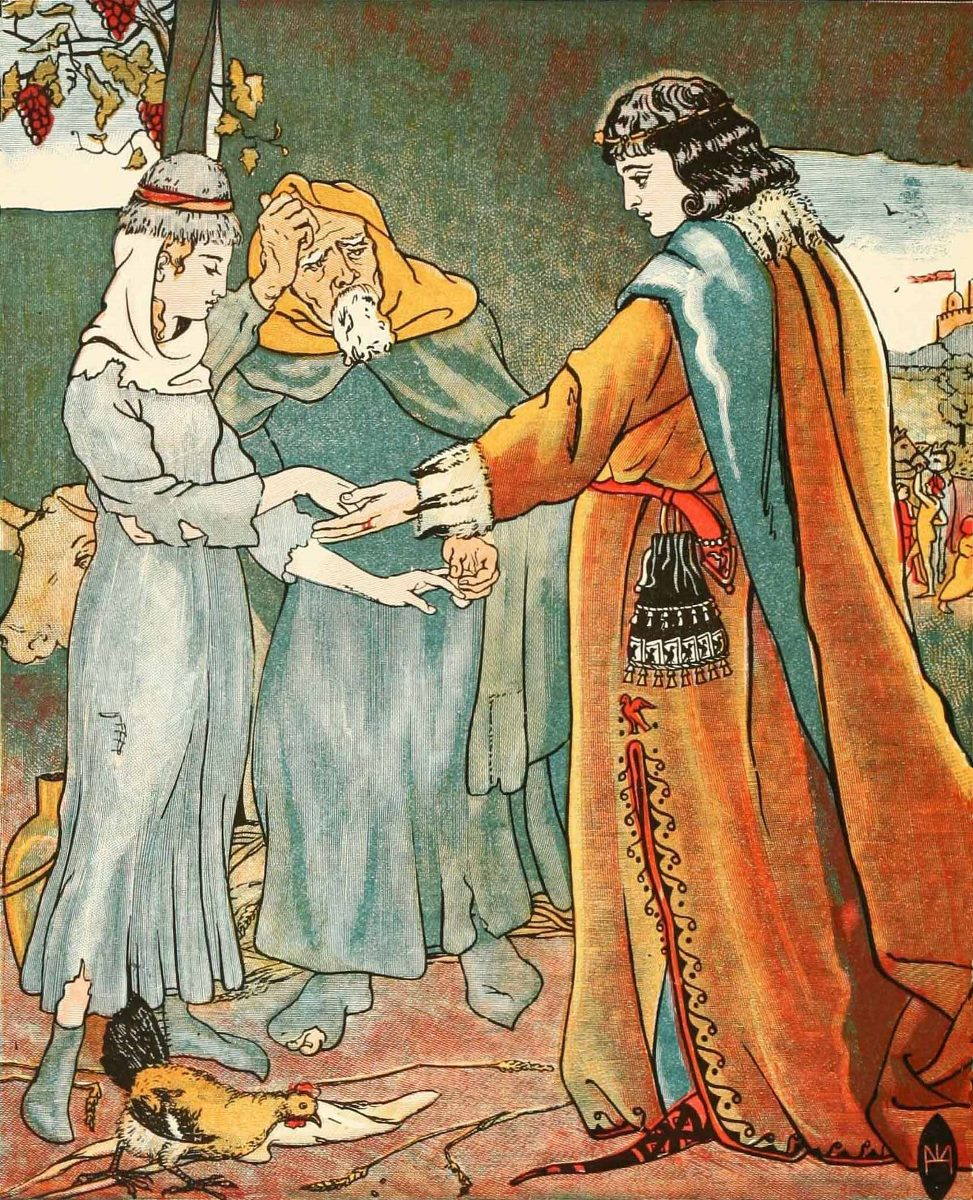
Гризельда обещает терпеливо подчиняться мужу. Иллюстрация Элизы Хавейс (1882) к книге Чосер для детей

Гризе́льда (Грезе́лда, итал. Griselda, нем. Griseldis, англ. Griselda, Grisell, Grissel, лат. Griselidis, фр. Grisélidis), часто также Терпеливая Гризельда — героиня многократно использованного в европейской литературе сюжета, образец супружеской покорности, послушания и преданности. Она претерпевает жестокие испытания, которым её подвергает муж, или искушения дьяволом, но остаётся верной и послушной мужу, и в конце концов её терпение вознаграждается.
Сюжет достоверно опубликован в середине XIV века, хотя предположительно существовал в фольклоре и ранее. Гризельду воспевали не только выдающиеся поэты и драматурги Возрождения, такие как Боккаччо, Петрарка, Чосер, но даже Пол Маккартни.

## В литературе

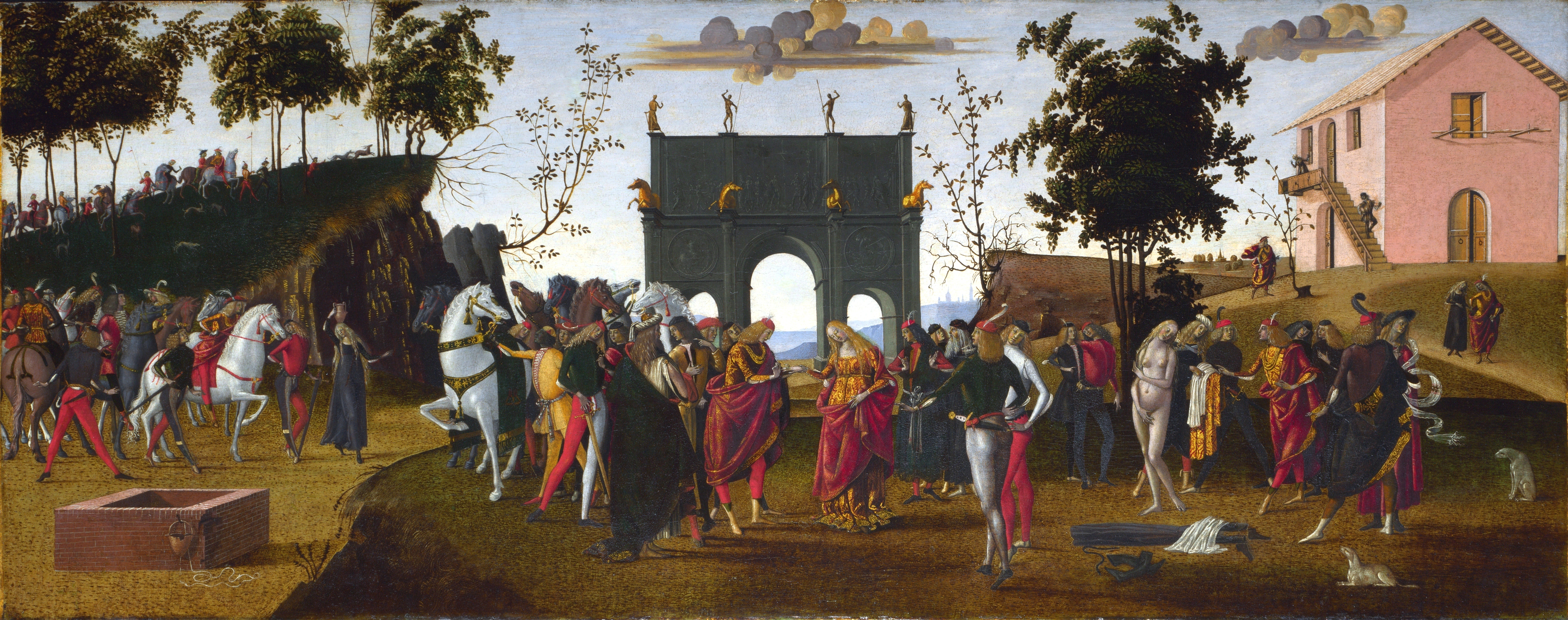
Свадьба маркиза и Гризельды (1490—1500). Мастер Гризельды.

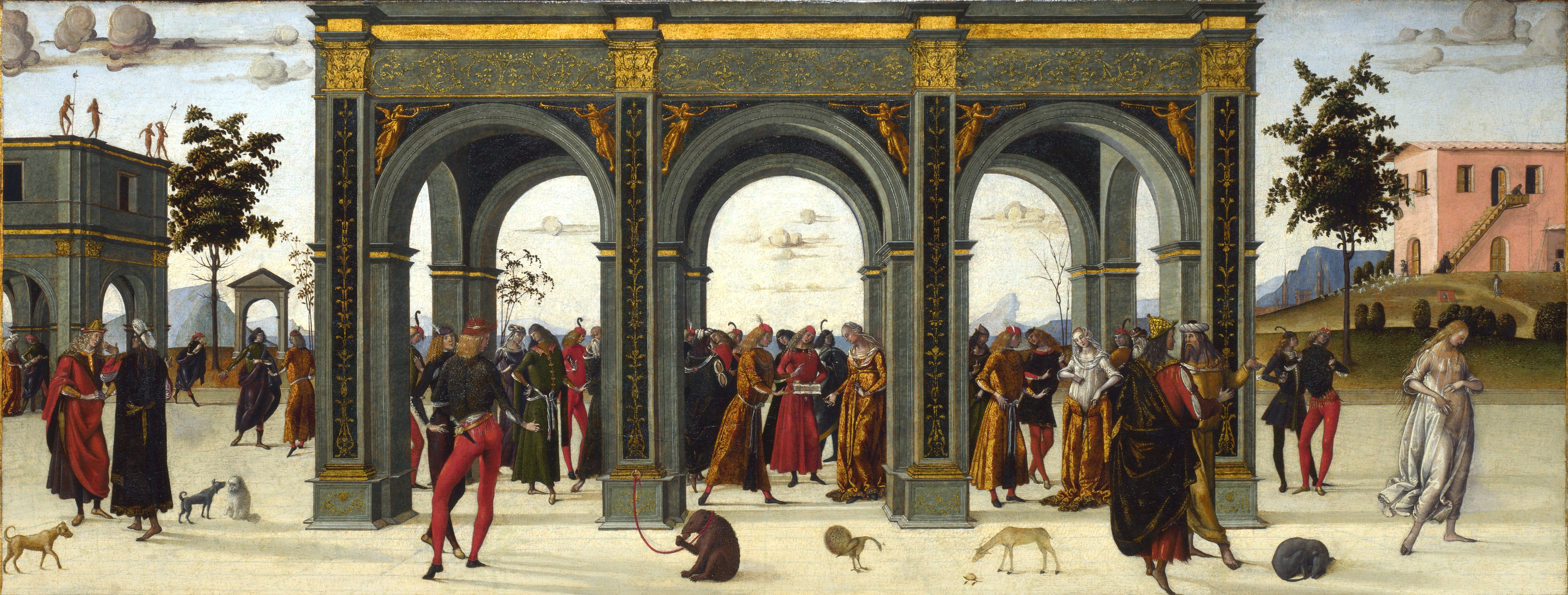
Изгнанная мужем, Гризельда возвращается в дом отца (1490—1500). Мастер Гризельды.

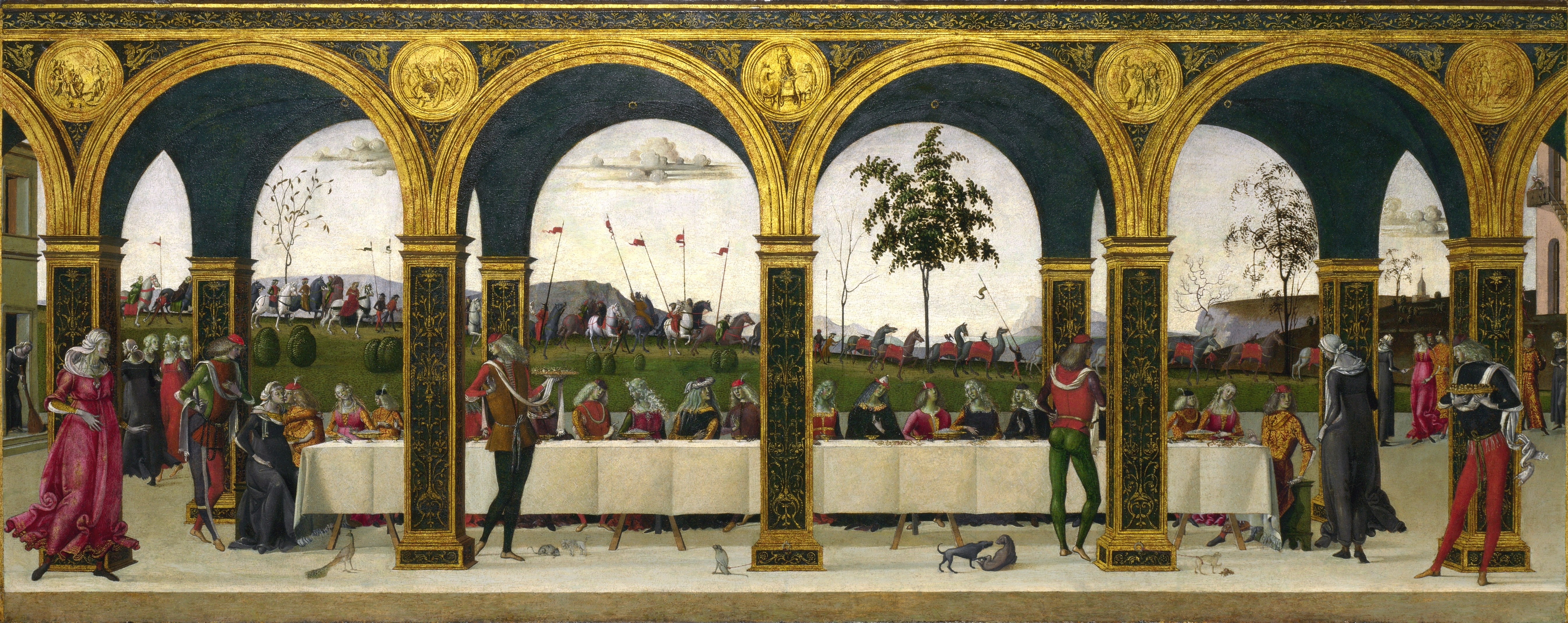
Маркиз открывает Гризельде, что она выдержала испытания (1490—1500). Мастер Гризельды.

Самая известная и первая опубликованная версия истории о Гризельде — это десятая новелла десятого дня «Декамерона», написанная Джованни Боккаччо в 1350 году. На Гризельде, дочери «беднейшего из бедняков», женится Гвальтьери, маркиз Салуццский, предварительно взяв с неё слово во всём ему подчиняться. Затем муж начинает жестоко испытывать Гризельду.
Он объявляет, что их дети — дочь, а затем и сын — должны быть преданы смерти. Гризельда отдаёт их обоих без протеста, но Гвальтьери на самом деле не убивает детей, а отправляет их в Болонью, где они растут. В качестве последнего испытания Гвальтьери публично отрекается от Гризельды, утверждая, что папа римский разрешил ему развестись, чтобы жениться на другой. Гризельда возвращается к отцу. Несколько лет спустя Гвальтьери объявляет, что он вступает в брак, и вызывает Гризельду прислуживать на свадебном торжестве. Он представляет ей девушку, утверждая, что это его невеста, хотя на самом деле это их дочь. Гризельда желает им счастья и только просит не подвергать девушку столь же тяжёлым испытаниям, поскольку никому, кроме неё самой, не по силам пережить такое. В ответ Гвальтьери рассказывает, что девушка и её красавец брат — это их с Гризельдой взрослые дети, и возвращает Гризельду во дворец как жену и мать. Более ранних письменных источников не обнаружено, видимо, легенда циркулировала устно и была записана Боккаччо. Известны многочисленные переводы на русский, в том числе К. Ф. Батюшкова.
Для придания «благородства», а главное, чтобы обеспечить более широкий круг читателей вне Италии, новелла была переведена Петраркой на латынь под названием «История Гризельды» (лат. Historia Griseldis) или «О замечательном послушании и супружеской верности» с добавлением множества деталей. Петрарка в своём письме Боккаччо от 4 июня 1373 года упоминает, что слышал эту сказку ещё до «Декамерона». У Чосера в «Кентерберийских рассказах» дан вольный пересказ в «Рассказе студента». Источником для Чосера, помимо перевода Петрарки, а также французского перевода, могла быть и непосредственно новелла Боккаччо.

## Поэма-сказка Шарля Перро
Позже история была переработана Шарлем Перро в стихотворную поэму-сказку «Гризельда» (фр. La Marquise de Salusses ou la Patience de Griselidis, 1691) или «Терпеливая Гризельда». Она была включена автором в число «Сказок матушки Гусыни», но обычно не публикуется, особенно в изданиях, адаптированных для детей. В тексте сказки смягчён образ принца (введённого в сюжет вместо Гвальтьери), и его переживания занимают значительную часть текста. У Гризельды только один ребёнок — дочь, которую отбирают у матери для воспитания в монастыре. Лишь потом принц сообщает всем, что она якобы умерла. Мотив развода (отсутствие детей и наследника престола) менее жёсток и более реалистичен. Впервые упомянута любовь дочери Гризельды к рыцарю, которая впоследствии (в операх XVIII века) значительно потеснила традиционные сюжетные линии. В целом «Гризельда» Перро с её обширными описаниями и характеристиками, с переживаниями героев является типичной литературной повестью в стихах, отличной как от остальных сказок Перро, так и от предшествующих вариантов истории Гризельды.

## В драматургии
По-видимому, впервые история Гризельды получила сценическое воплощение во Франции в 1395 году в пьесе фр. Le mystere de Griselidis. Известен также французский религиозный «Миракль о Гризельде», который изображает её страдания как образец христианской стойкости и высокой нравственности. Боккаччо отмечал, что в его новелле речь идёт «не о великодушном подвиге, а о безумной глупости», но с точки зрения церковной морали жалкая, безвольная Гризельда была идеалом подвижничества, её жестокий супруг — выражением мудрости, а его действия — подобием испытаний, ниспосылаемых человеку небом.
В первой половине XVI века в Германии одна за другой появились две драмы — сначала, в 1528 году, пьеса анонимного автора, а затем, в 1546 году, комедия известного мейстерзингера Ганса Сакса под названием нем. Die geduldige und gehorsame Markgräfin Griselda в пяти актах и со значительным развитием сюжета. Ещё две немецкие пьесы, появившиеся во второй половине того же столетия, много заимствуют из двух предыдущих пьес, но очень немногое добавляют в сюжет.
В комедии Шекспира «Укрощение строптивой» (1593) Гризельда упоминается как образец терпения: «Терпением подобная Гризельде, Лукреции подобна чистотой». Пьеса-моралите Джона Филлипа англ. The Commodye of Pacient and Meeke Grissill, также известная как «Пьеса о терпеливой Гризельде» англ. The Plaie of Pacient Grisell датируется 1593 годом. В неё введены аллегорические образы Разума, Разврата, Бедности, а также «злодей», который настраивает маркиза против героини. Как и миракль, Филип считает маркиза лишь орудием провидения и «советует» Гризельде всё терпеть. Генри Четтл, Томас Деккер и Уильям Хэтон совместно сочинили ещё один вариант пьесы «Терпеливая Гризельда», опубликованный в 1603 году. Один из новых моментов в сюжете — дети Гризельды являются близнецами, что позволяет не повторять сцену расставания. В состав пьесы входят несколько отдельных стихотворений-песен, в том числе короткая колыбельная песня:
Golden slumbers kiss your eyes,

Smiles awake you when you rise.

Sleep, pretty wantons; do not cry,

And I will sing a lullaby:

Rock them, rock them, lullaby.

Care is heavy, therefore sleep you;

You are care, and care must keep you;

Sleep, pretty wantons; do not cry,

And I will sing a lullaby:

Rock them, rock them, lullaby.
Позже появилась пьеса крупнейшего испанского драматурга Лопе де Вега «Образцовая жена» (исп. El examplo de las casados…). Оставив только общую сюжетную канву, автор изменил имена персонажей и места действия, а также ввёл новые сюжетные линии с тем, чтобы сделать жестокость по отношению к Гризельде не до такой степени необъяснимой, как в предыдущих версиях. Существует также трагикомедия Карла Гольдони.
В России задолго до Батюшкова в репертуаре театра царевны Натальи Алексеевны была пьеса «Комедия об италианском маркграфе и о безмерной уклонности графини его», текст которой до нас не дошёл, за исключением небольшого фрагмента. Перевод сентиментальной драмы Ф. Гальма «Гризельда» (нем. Griseldis, 1835) на русский язык, выполненный в 1840 году П. Г. Ободовским и известный под названием «Гризельда» или «Персиваль и Гризельда» (Персиваль — рыцарь, выступающий в роли мужа Гризельды и подвергающий её испытаниям на спор с королевой), получил резко критическую оценку от В. Г. Белинского.

## Опера и другие музыкальные формы
Многие композиторы эпохи барокко использовали сюжет «Гризельды» для своих опер. Среди них: Антонио Мария Бонончини («Гризельда», 1718, либретто Дзено, Апостоло), Алессандро Скарлатти («Ла Гризельда», 1721, либретто Дзено, Апостоло), Джованни Бонончини («Гризельда», 1722) и Антонио Вивальди («Гризельда», 1735, либретто Карло Гольдони). Всего два либреттиста вводили новых героев и героинь и взаимоотношения между ними, в основном исходя из наличия голосов в труппе. В результате основной сюжетной линией «Гризельды» Вивальди становится любовная история дочери Гризельды. Именно для данной роли написана самая известная в этой опере ария Agitata da due venti. Тема предполагаемого инцеста с её отцом Гвальтьери дала имя сексуальному комплексу Гризельды.
Жюль Массне в своей опере (фр. Grisélidis, 1901) заменяет мотив испытания Гризельды мужем на её искушение дьяволом.
Помимо опер, известны созданные разными композиторами песни на стихи из английских пьес. Самая известная из них — Golden Slumbers Пола Маккартни, адаптировавшего текст колыбельной песни из пьесы «Терпеливая Гризельда».
Once there was a way to get back homeward

Once there was a way to get back home

Sleep, pretty darling, do not cry

And I will sing a lullaby

Golden slumbers, fill your eyes

Smiles await you when you rise

Sleep pretty darling, do not cry

And I will sing a lullaby

…

## В изобразительном искусстве
Мастер истории Гризельды (итал. Maestro di Griselda) — анонимный итальянский художник эпохи Возрождения, представитель сиенской школы). Между 1490 и 1500 годами он создал три панели-spalliere для кассоне, ныне находящегося в лондонской Национальной галерее. На панелях, представленных на рисунках выше, изображены сюжеты новеллы Боккаччо.